# 詹志勇
詹志勇，JP（1953年1月23日—），香港教育大學社會科學系研究講座教授 (地理及環境科學)，曾任香港大學地理學系講座教授，有「樹博士」之稱，主力研究市區生態地理，並致力於保護及保持香港市區內各處的大樹和古樹。

## 背景
詹志勇在1965年畢業於灣仔救世軍光裕學校下午校，同年起入讀聖保羅書院，1972年至1975年修畢香港大學一級榮譽文學士學位，1977年至1981年完成英國雷丁大學哲學博士課程。他其後於1982年取得美國地質調查局水文學文憑。入職香港大學多年，曾任香港大學地理及地質學系高級講師、地理及地質學系系主任（1998年至2002年）以及文學院院長（2002年至2003年）。他是香港最早研究並發掘石牆樹價值的學者，並多次因為對市區生長的樹木的研究而獲得香港大學的傑出研究員獎。因其主要研究市區生態地理且致力於保護香港市區大樹和古樹，由此被傳媒稱為「樹博士」。

## 個人生活
詹志勇已婚，婚後沒有子嗣。

## 外部連結
- 個人網頁
- 香港家書：香港大學地理系講座教授詹志勇──大樹可遮蔭，也可降溫